# بطولة تونس لكرة السلة للرجال 2015–16
بطولة تونس لكرة السلة للرجال 2015–16 هو الموسم رقم 61 من بطولة تونس لكرة السلة للرجال.

فاز بهذا الموسم النادي الأفريقي.

## روابط خارجية
- الموقع الرسمي للجامعة التونسية لكرة السلة.